# 大野海水浴場

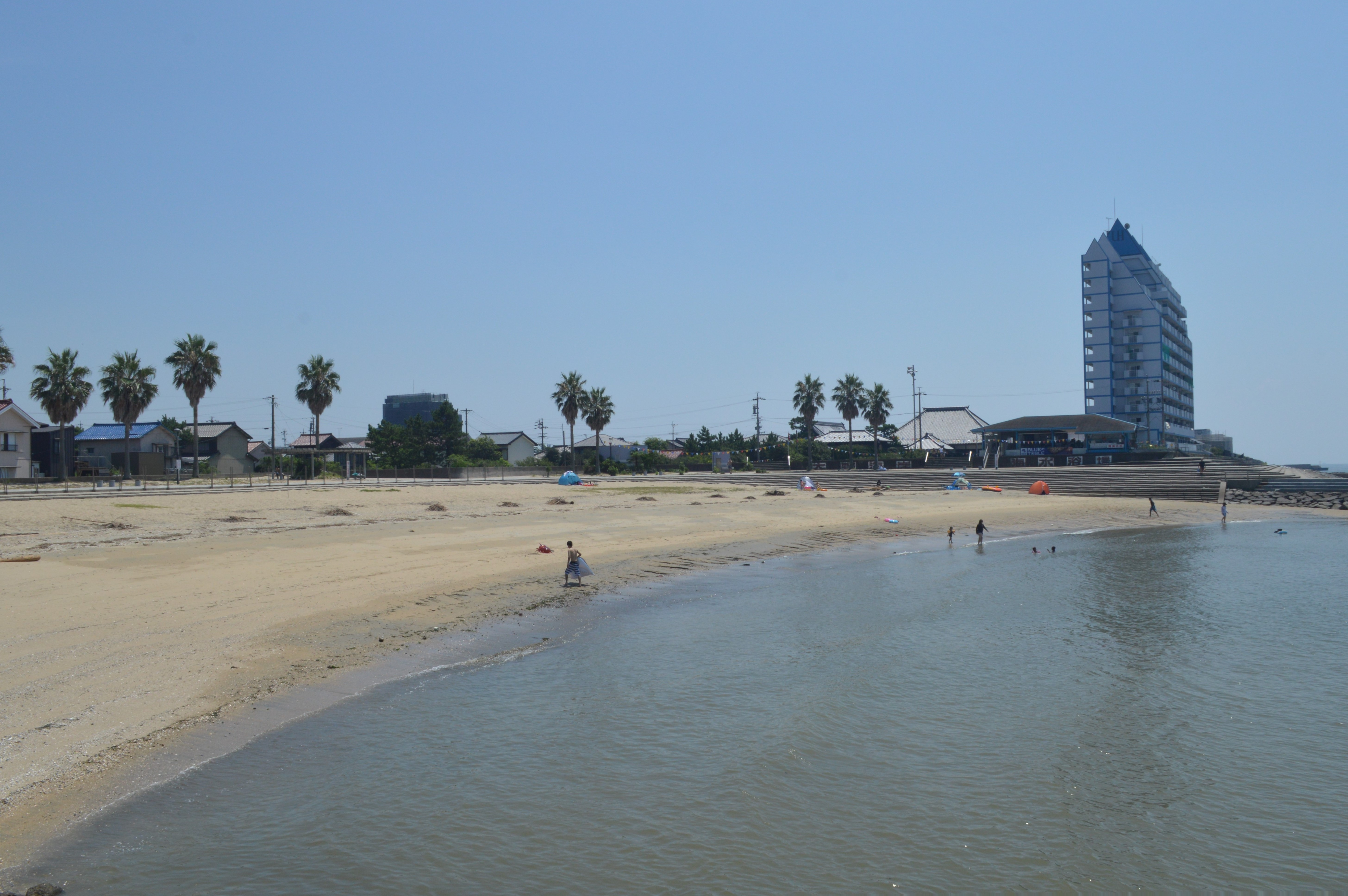
大野海水浴場

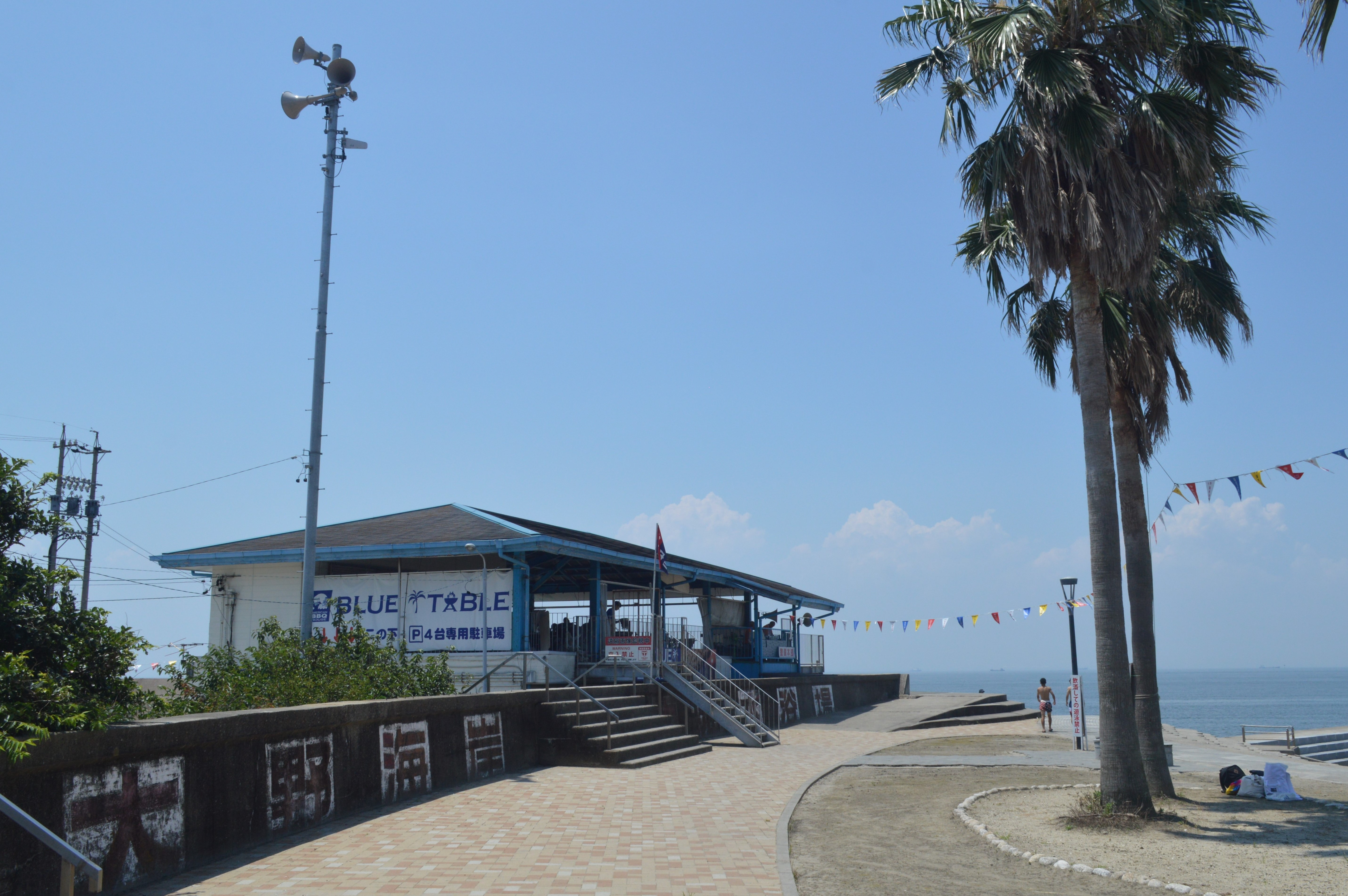
施設

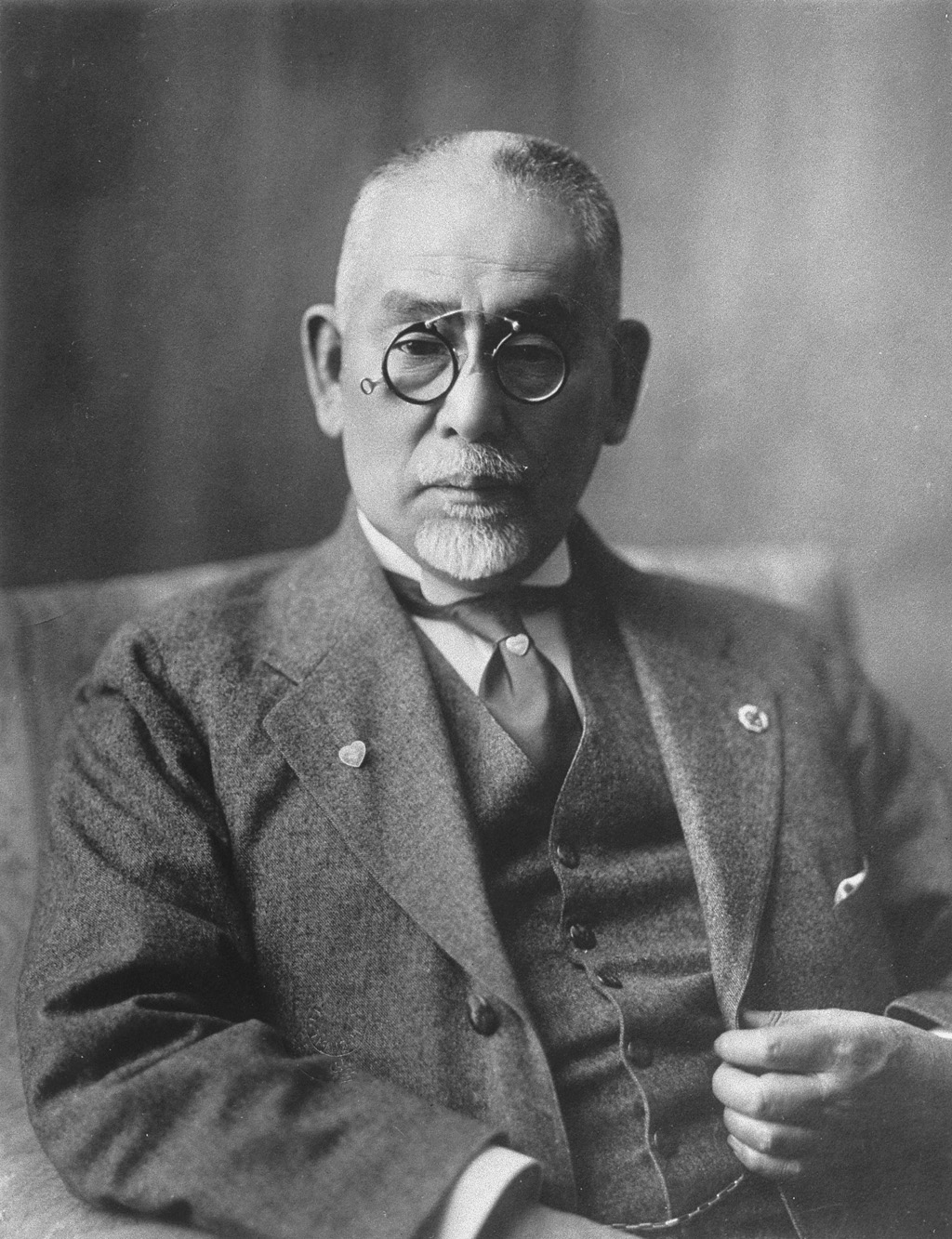
大野海岸を訪れた医師の後藤新平

大野海水浴場（おおのかいすいよくじょう）は、愛知県常滑市大野町にある海水浴場。伊勢湾に面している。海水浴場がある海岸は大野海岸（おおのかいがん）と呼ばれる。

## 歴史

### 潮湯治
鴨長明は鎌倉時代初期の1210年（承元4年）または1211年（建暦2年）に大野を訪れ、「生魚の 御あへもきよし 酒もよし 大野のゆあみ 日数かさねむ」と詠んでいる。「ゆあみ」は潮湯治（しおとうじ）の意味であるとされ、これを根拠に「世界最古の海水浴場」と称されることがある。ただし、海中に直接身体を浸す行為だったのか、海水を温めたものに別地点で身体を浸す行為だったのかは定かでない。
慶長3年（1598年）頃には武蔵国忍藩主の松平忠吉が腫物の治療のために大野海岸を訪れており、兄の徳川秀忠が京都・伏見から大野海岸の松平忠吉に宛てた見舞状が残っている。慶長5年（1600年）には松平忠吉が尾張国清洲藩主となり、清洲藩主時代にも再び大野海岸を訪れている。
江戸時代末期の1844年（天保15年）に発行された『尾張名所図会』には、大野における潮湯治の様子が掲載されている。潮湯治は諸病に効くとされており、人々が海水に身を浸したり、浜で身を横たえたりする姿が絵図に描かれている。

### 海水浴の黎明期
1881年（明治14年）には愛知県医学校（現・名古屋大学医学部）の院長である後藤新平が知多郡大野町を訪れ、大野が医療保健的適地であることを保証した。後藤は日本初の海水浴啓蒙書とされる『海水功用論』を著している。これを機に愛知県令（愛知県知事）の国貞廉平が海水浴場としての開発の援助を行い、同年には海音寺の住職が海水浴場と加温浴場を開設した。古来から海水浴に類似する行為が行われていたが、その名声を高めたのはこれ以来である。
随筆家の寺田寅彦は身体が虚弱だったため、1881年（明治14年）に父親に連れられて大野を訪れて潮湯治を行うと、みるみる身体が丈夫になったという。海水浴場という語句が用いられるようになったのは明治中期であり、3階建ての海浜館、恩波楼などの潮湯治旅館が建設されている。1894年（明治27年）には大野海水浴場周辺の鳥瞰図である『尾張国大野海水浴真景之図』が発行された。
1912年（明治45年）には愛知電気鉄道によって常滑線（現・名鉄常滑線）が開業し、名古屋市から常滑方面に対するアクセスが格段に向上した。大野の加温浴場は愛知電気鉄道に引き継がれ、1912年（明治45年）には愛知電気鉄道によって恩浴場の千鳥温泉が建設された。1916年（大正5年）には愛知電気鉄道が新聞社と提携し、納涼桟橋、人造海水大滝、児童海水プールなどが建設された。
大正期から太平洋戦争後にかけての大野海水浴場は、北側に隣接する新舞子海水浴場とともに大いに繁栄した。1925年（大正14年）には『新舞子・大野・新須磨海水浴案内』が発行され、新舞子海水浴場・大野海水浴場・新須磨海水浴場の沿革や特徴などが紹介された。

### 戦後
戦後の1950年（昭和25年）夏には連日5万人もの人出があり、砂浜も海中も身動きができないほどだった。しかし名古屋港の臨海工業地帯が近いことから高度経済成長期には水質が悪化し、1970年（昭和45年）には水質検査で「D」判定（海水浴場として不適）を下された。1969年（昭和44年）に20万人以上あった海水浴客は、1970年（昭和45年）には8万人に激減した。
悪化した水質は徐々に回復し、2000年代の海水浴客は年間約3万人である。2005年（平成17年）にはアカウミガメが産卵のために大野海岸に上陸し、約90匹が孵化した。2011年（平成23年）3月11日の東日本大震災後には、砂浜の半分以上が消失した宮城県宮城郡七ヶ浜町の菖蒲田海水浴場に対して、大野海水浴場から600キログラムの砂が贈られた。1888年（明治21年）に開設された菖蒲田海水浴場は東北地方で最も古い海水浴場とされる。

## 周辺施設
- 海音寺
- 宝蔵寺

## アクセス
- 名鉄常滑線 大野町駅から徒歩。